# Antysowieckie wystąpienia w Ałtaju 1930
Antysowieckie wystąpienia na Ałtaju 1930 (ros. Антисоветские восстания в Алтайском крае 1930) – bunty przeciwko władzy sowieckiej w Ałtaju w 1930 roku.
Na początku lutego 1930 r. bolszewicy wydali polecenie przeprowadzenia kolektywizacji w Kraju Ałtajskim. W odpowiedzi doszło do zbrojnych wystąpień ludności chłopskiej. Uaktywnili się też inni przeciwnicy reżimu bolszewickiego. 8 lutego tego roku we wsi Baranczikowo w Górnym Ałtaju został sformowany 50-osobowy powstańczy oddział pod wodzą Tużleja złożony głównie z miejscowych starowierców. Tego samego dnia zajął on wieś Kupczegeń. W odpowiedzi we wsi Ongudaj do walki z powstańcami bolszewicy skierowali 65 partyjnych aktywistów, uzbrojonych jednak tylko w ok. 30 karabinów. Na ich czele stanął działacz bolszewicki Karpienko. Udali się oni do wsi Chabarowka, gdzie w nocy z 9 na 10 lutego doszło do starcia z powstańcami. Wkroczyli oni na krótko do wsi, ale jeszcze 10 lutego opuścili ją, powracając do Kupczegenia. Przy wsi powstańcy wpadli w pułapkę oddziału OGPU Usajewa i zostali zmuszeni do wycofania się do tajgi. W tym samym czasie do Ongudaja przybył 19-osobowy oddział sowiecki, dowodzony przez przedstawiciela miejskiego komitetu partyjnego Woronkowa. Miał on na wyposażeniu 2 ręczne karabiny maszynowe. Od powstańczego oddziału Tużleja oddzieliła się grupa kerżaków (odłam starowierców) pod wodzą Atamanowa, która przybyła do wsi Ajliagusz. Natomiast reszta powstańców ukryła się w lasach ujścia rzeki Kadrin. 12 lutego grupa Atamanowa wkroczyła na krótko do wsi Inia, gdzie dołączyły do niej 3 osoby. Sowiecki oddział Woronkowa zwiększył liczebność do 112 ludzi. Jeden pluton ruszył do wsi Inia, zaś reszta do Ajliagusza. Tymczasem 13 lutego grupa Atamanowa w Ajgialuszu z powrotem dołączyła do oddziału Tużleja. 14 lutego w zasadzkę powstańców wpadł 30-osobowy oddział Nieczajewa, tracąc 8 zabitych i 5 rannych. Powstańcy zdobyli broń i amunicję, w tym ręczny karabin maszynowy. Pod koniec lutego, pod wpływem narastającej przewagi sił sowieckich, Tużlej rozpuścił swój oddział. Natomiast grupa Atamanowa przeszła granicę z Republiką Chińską.
10 marca we wsi Uść-Pristań doszło do kolejnego zbrojnego wystąpienia antysowieckiego. Na jego czele stanął Fiodor Dobytin, funkcjonariusz OGPU, który uwolnił z aresztu i uzbroił 90 kułaków. Zabili oni sekretarza jaczejki partyjnej Aleksiencewa, naczelnika miejscowej milicji Katugina, jego zastępcę Borowikowa, zastępcę przewodniczącego rejonowego komitetu wykonawczego Martemianina, dyrektora sowchozu kałmanskiego P. P. Bianki i kilku milicjantów. Podczas wymiany strzałów został ranny Dobytin, który przekazał dowództwo swojemu zastępcy Popowowi. Powstańcy przeszli do wsi Barczicha. Pod wieczór do Uść-Pristani przybył oddział milicjantów i funkcjonariuszy OGPU z Bijska, a także grupy aktywistów partyjnych z okolicznych terenów. 11 marca powstańcy zajęli wieś Troickoje, a następnie poprzez wsi Korobiejnikowo i Antoniewskaja ruszyli do Górnego Ałtaju, aby dołączyć do oddziału Tużleja, nie wiedząc o jego rozformowaniu. Liczebność oddziału powstańczego osiągnęła ok. 400 ludzi. 12 marca doszło do starcia z oddziałem OGPU pod wsią Michajłowka. Wycofując się, powstańcy przemaszerowali przez wsie Sołowicha, Czeremszanka, Makariewka, Bolszaja Rieczka, Mulczicha i Aleksandrowka. Tam pod koniec marca doścignął ich oddział OGPU, rozbijając oddział Popowa. 168 powstańców zostało schwytanych, pozostali skryli się w lasach. Większość zbiegła do Chin. W tym czasie w Górnym Ałtaju byli podkomendni wydali OGPU dowódcę powstańczego Tulżeja, który został przewieziony do wsi Kupczegeń. 5 maja decyzją tzw. trójki został on skazany na karę śmierci, natychmiast wykonaną w Nowosybirsku. 18 maja we wsi Staro-Biełokuricha ok. 300 żon i córek wysiedlanych kułaków pod wodzą Surikowej i Salnikowej zebrało się w sielsowiecie, głosząc, że nie oddadzą mężów. Zostali pobici członek kołchozu im. 1 Maja Żukow i przewodniczący komuny „Пролетарий” Szmarow. 19 maja kobiety pobiły kolejnych aktywistów rolnych. „Babski bunt” zakończył się po zranieniu strzałem z karabinu jednej z jego przywódczyń. 4 czerwca OGPU aresztowało 14 najbardziej aktywnych uczestniczek wystąpienia.
19 czerwca we wsi Aleksandrowka odbyło się zebranie 800 przedstawicieli chłopów niemieckiego pochodzenia sławrogodzkiego okręgu Zachodnio-Syberyjskiego Kraju. Przyjęli oni rezolucję, przekazaną miejscowym i centralnym władzom, a także poselstwu niemieckiemu w Moskwie i konsulowi generalnemu Republiki Weimarskiej w Nowosybirsku. Domagali się zakończenia represji z powodów religijnych, odstąpienia od kolektywizacji i umożliwienia emigracji. 27 czerwca z inicjatywy miejscowych władz partyjnych odbyła się w Galbasztadtcie konferencja kołchoźników. Doszło do konfliktów pomiędzy tzw. biedniakami i zwolennikami emigracji. 2 lipca w Galbasztadtcie zebrało się kilkuset chłopów, którzy – po dowiedzeniu się o wcześniejszym aresztowaniu jednego z ich przywódców – uwolnili go. Następnie zajęli budynek poczty, aby zerwać łączność. Miejscowym działaczom partyjnym udało się jednak wysłać do Sławgorodu prośbę o pomoc. Tymczasem chłopi zaczęli aresztować komunistów. Pod koniec dnia do Galbasztadtu wkroczył oddział OGPU, który odzyskał pocztę. Jego dowódca wezwał do oddania broni i wydania przywódców buntu. Po odmowie zostało aresztowanych 8 najaktywniejszych uczestników buntu, co spowodowało jego zakończenie. Wyrokiem tzw. trójki z 31 sierpnia 7 chłopów skazano na rozstrzelanie, 9 wysłano na 10 lat do łagrów, kilku dostało mniejsze kary.
26 lipca we wsi Uść-Pristań ponownie doszło do zbrojnego wystąpienia chłopów. Na ich czele stanął Gierimowicz. W nocy z 26 na 27 lipca oddział OGPU zdusił jednak bunt, aresztując ogółem 310 osób, w tym 150 kułaków. Wśród nich było 35 byłych bolszewickich partyzantów, 9 członków partii i 3 komsomolców. 27 lipca w strzelaninie z oddziałem milicji i OGPU zginął Gierimowicz. Zabity został też zastępca miejscowego OGPU Lewaczew.